# 布氏項鰭鯰
布氏項鰭鯰，為輻鰭魚綱鯰形目項鰭鯰科的其中一種，為熱帶淡水魚類，分布於南美洲亞馬遜河中游流域，體長可達14公分，棲息在底層水域，生活習性不明。